# Болотский (Ковровский район)
Болотский — посёлок в Ковровском районе Владимирской области, входит в состав Ивановского сельского поселения.

## География
Посёлок расположен в 25 км на юго-запад от центра поселения села Иваново и в 47 км на юг от Коврова.

## История
Посёлок известен с начала XX века, в 1926 году входил в состав Клюшниковской волости Ковровского уезда. В 1926 году в посёлке числилось 45 дворов.
С 1929 года посёлок являлся центром Болотского сельсовета Судогодского района, с 1940 года — в составе Андреевского сельсовета, с 1954 года — в составе Смолинского сельсовета Ковровского района, с 2005 года — в составе Ивановского сельского поселения. 

## Население
| 1926 | 2002 | 2010 | 2021 |
| ---- | ---- | ---- | ---- |
| 226  | ↗396 | ↘302 | ↘288 |

## Инфраструктура
В посёлке находится государственное бюджетное учреждение социального обслуживания «Болотский психоневрологический интернат».